# Argaman (mosjav)
Argaman (Hebreeuws: אַרְגָּמָן) is een mosjav en Israëlische nederzetting op de Westelijke Jordaanoever. De mosjav maakt deel uit van de regionale raad Bik'at HaYarden. De Verenigde Naties bestempelen Israëlische nederzettingen als illegaal; Israël bestrijdt deze opvatting.